# Volleyball Nations League 2019 (damer)
Volleyball Nations League 2019 utspelade sig mellan 21 maj och 7 juli 2019. I turneringen deltog 16 landslag och USA vann för andra gången i rad.

## Regelverk

### Format
- Turneringen genomfördes genom ett gruppspel med samtliga lag följt av ett gruppspel med de sex främsta lagen, följt av slutspel mellan de fyra främsta.
- I gruppspelet, som spelades på ett stort antal platser, möte alla lag alla. De fem första samt organisatören av de sista spelomgångarna gick vidare till en andra gruppspelsfas. De sista laget åkte ur tävlingen till nästa upplaga.
- Den andra gruppspelsfasen bestod av två grupper om tre lag i varje, där åter alla mötte alla. De två bästa i varje grupp gick vidare till slutspel i cupformat.
- Slutspelsfasen bestod av semifinal, match om tredjepris och final. Alla möten spelades som en direkt avgörande match.

### Metod för att bestämma tabellplacering
Vid setsiffrorna 3-0 och 3-1 tilldelades det vinnande laget 3 poäng och det förlorande laget 0 poäng, med setsiffrorna 3-2  tilldelades det vinnande laget 2 poäng och det förlorande laget 1 poäng)
Rangordningen bestämdes utifrån (i tur och ordning):
- Antal vunna matcher
- Poäng
- Förhållandet mellan vunna/förlorade set
- Förhållandet mellan vunna/förlorade bollpoäng
- Inbördes möten.

## Deltagande lag
| Lag                     | Föregående upplaga             |
| ----------------------- | ------------------------------ |
| Belgien                 | Volleyball Nations League 2018 |
| Brasilien               | Volleyball Nations League 2018 |
| Bulgarien               | Vinnare av Challenger Cup 2018 |
| Kina                    | Volleyball Nations League 2018 |
| Sydkorea                | Volleyball Nations League 2018 |
| Tyskland                | Volleyball Nations League 2018 |
| Japan                   | Volleyball Nations League 2018 |
| Italien                 | Volleyball Nations League 2018 |
| Nederländerna           | Volleyball Nations League 2018 |
| Polen                   | Volleyball Nations League 2018 |
| Dominikanska republiken | Volleyball Nations League 2018 |
| Ryssland                | Volleyball Nations League 2018 |
| Serbien                 | Volleyball Nations League 2018 |
| USA                     | Volleyball Nations League 2018 |
| Thailand                | Volleyball Nations League 2018 |
| Turkiet                 | Volleyball Nations League 2018 |

## Turneringen

### Gruppspelsfasen

#### Första veckan
| Grupp 1  | Grupp 2   | Grupp 3                 | Grupp 4       |
| -------- | --------- | ----------------------- | ------------- |
| Tyskland | Belgien   | Brasilien               | Sydkorea      |
| Italien  | Bulgarien | Kina                    | Nederländerna |
| Polen    | Japan     | Dominikanska republiken | Serbien       |
| Thailand | USA       | Ryssland                | Turkiet       |

##### Grupp 1
| 21 maj 2019 Stegu Arena, Opole Speltid 1h:21 - Åskådare 652   | Thailand | 3 - 0 | Tyskland | 26-24, 25-19, 25-22               |
| 21 maj 2019 Stegu Arena, Opole Speltid 2h:06 - Åskådare 1 490 | Polen    | 2 - 3 | Italien  | 15-25, 22-25, 25-18, 25-21, 15-17 |
| 22 maj 2019 Stegu Arena, Opole Speltid 1h:14 - Åskådare 687   | Thailand | 0 - 3 | Italien  | 13-25, 17-25, 24-26               |
| 22 maj 2019 Stegu Arena, Opole Speltid 2h:01 - Åskådare 1 771 | Polen    | 3 - 1 | Tyskland | 25-21, 23-25, 25-23, 26-24        |
| 23 maj 2019 Stegu Arena, Opole Speltid 1h:32 - Åskådare 778   | Italien  | 3 - 0 | Tyskland | 25-19, 26-24, 27-25               |
| 23 maj 2019 Stegu Arena, Opole Speltid 1h:12 - Åskådare 1 803 | Thailand | 0 - 3 | Polen    | 20-25, 20-25, 13-25               |

##### Grupp 2
| 21 maj 2019 Monbat Arena, Ruse Speltid 1h:20 - Åskådare 650   | Belgien   | 0 - 3 | USA       | 23-25, 8-25, 22-25                |
| 21 maj 2019 Monbat Arena, Ruse Speltid 2h:02 - Åskådare 1 500 | Bulgarien | 1 - 3 | Japan     | 23-25, 25-21, 19-25, 23-25        |
| 22 maj 2019 Monbat Arena, Ruse Speltid 2h:01 - Åskådare 750   | Japan     | 1 - 3 | USA       | 21-25, 26-24, 21-25, 20-25        |
| 22 maj 2019 Monbat Arena, Ruse Speltid 2h:13 - Åskådare 1 500 | Bulgarien | 2 - 3 | Belgien   | 25-19, 25-15, 22-25, 16-25, 13-15 |
| 23 maj 2019 Monbat Arena, Ruse Speltid 1h:54 - Åskådare 600   | Belgien   | 3 - 1 | Japan     | 22-25, 25-20, 25-23, 25-18        |
| 23 maj 2019 Monbat Arena, Ruse Speltid 1h:24 - Åskådare 1 700 | USA       | 3 - 0 | Bulgarien | 25-20, 25-16, 25-21               |

##### Grupp 3
| 21 maj 2019 Ginásio Nilson Nelson, Brasilia Speltid 2h:12 - Åskådare 1 542 | Dominikanska republiken | 3 - 1 | Ryssland                | 25-21, 22-25, 25-18, 28-26 |
| 21 maj 2019 Ginásio Nilson Nelson, Brasilia Speltid 1h:26 - Åskådare 5 982 | Brasilien               | 3 - 0 | Kina                    | 25-15, 25-21, 25-21        |
| 22 maj 2019 Ginásio Nilson Nelson, Brasilia Speltid 1h:56 - Åskådare 1 678 | Kina                    | 1 - 3 | Ryssland                | 22-25, 25-16, 16-25, 23-25 |
| 22 maj 2019 Ginásio Nilson Nelson, Brasilia Speltid 2h:13 - Åskådare 4 562 | Brasilien               | 1 - 3 | Dominikanska republiken | 22-25, 20-25, 25-22, 26-28 |
| 23 maj 2019 Ginásio Nilson Nelson, Brasilia Speltid 1h:59 - Åskådare 2 653 | Kina                    | 3 - 1 | Dominikanska republiken | 16-25, 25-23, 25-23, 25-23 |
| 23 maj 2019 Ginásio Nilson Nelson, Brasilia Speltid 1h:18 - Åskådare 9 265 | Brasilien               | 3 - 0 | Ryssland                | 25-15, 25-17, 25-14        |

##### Grupp 4
| 21 maj 2019 Hala Aleksandar Nikolić, Belgrad Speltid 1h:25 - Åskådare 450   | Sydkorea      | 0 - 3 | Turkiet       | 15-25, 26-28, 19-25        |
| 21 maj 2019 Hala Aleksandar Nikolić, Belgrad Speltid 1h:18 - Åskådare 4 165 | Serbien       | 3 - 0 | Nederländerna | 25-15, 25-22, 25-19        |
| 22 maj 2019 Hala Aleksandar Nikolić, Belgrad Speltid 1h:38 - Åskådare 1 650 | Serbien       | 3 - 1 | Sydkorea      | 15-25, 25-18, 25-17, 25-14 |
| 22 maj 2019 Hala Aleksandar Nikolić, Belgrad Speltid 1h:46 - Åskådare 200   | Nederländerna | 1 - 3 | Turkiet       | 22-25, 14-25, 25-21, 15-25 |
| 23 maj 2019 Hala Aleksandar Nikolić, Belgrad Speltid 1h:22 - Åskådare 350   | Nederländerna | 3 - 0 | Sydkorea      | 25-18, 25-21, 25-18        |
| 23 maj 2019 Hala Aleksandar Nikolić, Belgrad Speltid 1h:29 - Åskådare 5 237 | Turkiet       | 3 - 0 | Serbien       | 25-19, 25-23, 25-20        |

#### Andra veckan
| Grupp 5                 | Grupp 6  | Grupp 7  | Grupp 8       |
| ----------------------- | -------- | -------- | ------------- |
| Italien                 | Tyskland | Belgien  | Brasilien     |
| Dominikanska republiken | Japan    | Kina     | Bulgarien     |
| Serbien                 | Ryssland | Sydkorea | Nederländerna |
| USA                     | Turkiet  | Thailand | Polen         |

##### Grupp 5
| 28 maj 2019 Zoppas Arena, Conegliano Speltid 1h:51 - Åskådare 2 343 | USA                     | 3 - 1 | Serbien                 | 23-25, 25-16, 25-15, 25-21        |
| 28 maj 2019 Zoppas Arena, Conegliano Speltid 1h:53 - Åskådare 2 583 | Italien                 | 3 - 1 | Dominikanska republiken | 25-18, 27-25, 18-25, 25-20        |
| 29 maj 2019 Zoppas Arena, Conegliano Speltid 1h:43 - Åskådare 1 782 | Serbien                 | 3 - 1 | Dominikanska republiken | 25-17, 18-25, 25-12, 25-19        |
| 29 maj 2019 Zoppas Arena, Conegliano Speltid 2h:13 - Åskådare 3 895 | USA                     | 3 - 2 | Italien                 | 25-22, 17-25, 23-25, 25-19, 15-11 |
| 30 maj 2019 Zoppas Arena, Conegliano Speltid 2h:13 - Åskådare 2 638 | Dominikanska republiken | 3 - 2 | USA                     | 25-10, 16-25, 25-19, 19-25, 15-11 |
| 30 maj 2019 Zoppas Arena, Conegliano Speltid 2h:21 - Åskådare 4 076 | Serbien                 | 1 - 3 | Italien                 | 27-25, 17-25, 25-27, 23-25        |

##### Grupp 6
| 28 maj 2019 Başkent Voleybol Salonu, Ankara Speltid 1h:15 - Åskådare 370   | Ryssland | 0 - 3 | Tyskland | 15-25, 21-25, 20-25        |
| 28 maj 2019 Başkent Voleybol Salonu, Ankara Speltid 1h:22 - Åskådare 1 904 | Turkiet  | 0 - 3 | Japan    | 23-25, 22-25, 14-25        |
| 29 maj 2019 Başkent Voleybol Salonu, Ankara Speltid 1h:57 - Åskådare 400   | Japan    | 3 - 1 | Ryssland | 25-22, 23-25, 25-18, 26-24 |
| 29 maj 2019 Başkent Voleybol Salonu, Ankara Speltid 1h:16 - Åskådare 1 407 | Tyskland | 0 - 3 | Turkiet  | 21-25, 16-25, 15-25        |
| 30 maj 2019 Başkent Voleybol Salonu, Ankara Speltid 1h:26 - Åskådare 400   | Japan    | 3 - 0 | Tyskland | 25-23, 25-19, 25-17        |
| 30 maj 2019 Başkent Voleybol Salonu, Ankara Speltid 1h:26 - Åskådare 2 003 | Turkiet  | 3 - 0 | Ryssland | 25-19, 25-21, 25-20        |

##### Grupp 7
| 28 maj 2019 Fórum de Macau, Macao Speltid 1h:22 - Åskådare 1 800 | Belgien  | 0 - 3 | Sydkorea | 15-25, 17-25, 21-25        |
| 28 maj 2019 Fórum de Macau, Macao Speltid 1h:11 - Åskådare 3 390 | Kina     | 3 - 0 | Thailand | 25-21, 25-17, 25-9         |
| 29 maj 2019 Fórum de Macau, Macao Speltid 1h:50 - Åskådare 2 150 | Sydkorea | 1 - 3 | Thailand | 21-25, 25-19, 19-25, 20-25 |
| 29 maj 2019 Fórum de Macau, Macao Speltid 1h:17 - Åskådare 3 725 | Kina     | 3 - 0 | Belgien  | 25-16, 25-20, 25-14        |
| 30 maj 2019 Fórum de Macau, Macao Speltid 1h:26 - Åskådare 2 965 | Belgien  | 3 - 0 | Thailand | 25-21, 25-22, 25-23        |
| 30 maj 2019 Fórum de Macau, Macao Speltid 1h:15 - Åskådare 4 042 | Kina     | 3 - 0 | Sydkorea | 25-21, 25-12, 25-11        |

##### Grupp 8
| 28 maj 2019 Omnisport Apeldoorn, Apeldoorn Speltid 1h:47 - Åskådare 2 300 | Bulgarien     | 1 - 3 | Polen         | 25-23, 21-25, 21-25, 17-25        |
| 28 maj 2019 Omnisport Apeldoorn, Apeldoorn Speltid 2h:24 - Åskådare 5 230 | Nederländerna | 2 - 3 | Brasilien     | 25-21, 28-30, 20-25, 25-18, 11-15 |
| 29 maj 2019 Omnisport Apeldoorn, Apeldoorn Speltid 2h:26 - Åskådare 1 651 | Polen         | 3 - 2 | Brasilien     | 25-20, 25-22, 26-28, 18-25, 15-9  |
| 29 maj 2019 Omnisport Apeldoorn, Apeldoorn Speltid 1h:57 - Åskådare 3 803 | Nederländerna | 3 - 1 | Bulgarien     | 22-25, 25-22, 25-20, 25-19        |
| 30 maj 2019 Omnisport Apeldoorn, Apeldoorn Speltid 1h:54 - Åskådare 5 400 | Polen         | 3 - 1 | Nederländerna | 25-13, 25-27, 25-20, 25-15        |
| 30 maj 2019 Omnisport Apeldoorn, Apeldoorn Speltid 1h:25 - Åskådare 2 100 | Brasilien     | 3 - 0 | Bulgarien     | 25-18, 25-23, 25-18               |

#### Tredje veckan
| Grupp 9       | Grupp 10  | Grupp 11                | Grupp 12 |
| ------------- | --------- | ----------------------- | -------- |
| Kina          | Brasilien | Bulgarien               | Belgien  |
| Japan         | Sydkorea  | Dominikanska republiken | Polen    |
| Italien       | Tyskland  | Thailand                | Serbien  |
| Nederländerna | USA       | Turkiet                 | Ryssland |

##### Grupp 9
| 4 juni 2019 Hong Kong Coliseum, Hong Kong Speltid 1h:39 - Åskådare 7 229  | Nederländerna | 1 - 3 | Italien       | 13-25, 25-22, 19-25, 16-25        |
| 4 juni 2019 Hong Kong Coliseum, Hong Kong Speltid 1h:25 - Åskådare 10 360 | Kina          | 3 - 0 | Japan         | 27-25, 25-18, 25-21               |
| 5 juni 2019 Hong Kong Coliseum, Hong Kong Speltid 1h:18 - Åskådare 8 307  | Italien       | 3 - 0 | Japan         | 25-21, 25-16, 25-22               |
| 5 juni 2019 Hong Kong Coliseum, Hong Kong Speltid 1h:12 - Åskådare 10 341 | Nederländerna | 0 - 3 | Kina          | 16-25, 19-25, 19-25               |
| 6 juni 2019 Hong Kong Coliseum, Hong Kong Speltid 1h:14 - Åskådare 8 123  | Japan         | 3 - 0 | Nederländerna | 25-17, 25-17, 25-21               |
| 6 juni 2019 Hong Kong Coliseum, Hong Kong Speltid 2h:07 - Åskådare 10 463 | Kina          | 3 - 2 | Italien       | 18-25, 22-25, 25-23, 26-24, 15-13 |

##### Grupp 10
| 4 juni 2019 Pinnacle Bank Arena, Lincoln Speltid 2h:28 - Åskådare 3 000 | Brasilien | 2 - 3 | Tyskland  | 25-21, 29-31, 25-21, 20-25, 13-15 |
| 4 juni 2019 Pinnacle Bank Arena, Lincoln Speltid 1h:58 - Åskådare 4 500 | USA       | 3 - 1 | Sydkorea  | 19-25, 25-15, 25-22, 25-18        |
| 5 juni 2019 Pinnacle Bank Arena, Lincoln Speltid 1h:18 - Åskådare 2 500 | Sydkorea  | 0 - 3 | Brasilien | 17-25, 16-25, 11-25               |
| 5 juni 2019 Pinnacle Bank Arena, Lincoln Speltid 1h:25 - Åskådare 7 000 | USA       | 3 - 0 | Tyskland  | 25-18, 25-22, 25-18               |
| 6 juni 2019 Pinnacle Bank Arena, Lincoln Speltid 1h:23 - Åskådare 2 000 | Tyskland  | 3 - 0 | Sydkorea  | 25-15, 25-22, 25-16               |
| 6 juni 2019 Pinnacle Bank Arena, Lincoln Speltid 1h:55 - Åskådare 8 000 | USA       | 1 - 3 | Brasilien | 19-25, 17-25, 25-22, 20-25        |

##### Grupp 11
| 4 juni 2019 Palazzetto dello sport Huamark, Bangkok Speltid 2h:00 - Åskådare 4 500 | Dominikanska republiken | 1 - 3 | Turkiet                 | 20-25, 21-25, 26-24, 18-25        |
| 4 juni 2019 Palazzetto dello sport Huamark, Bangkok Speltid 1h:56 - Åskådare 6 200 | Thailand                | 3 - 1 | Bulgarien               | 25-27, 25-20, 25-22, 25-22        |
| 5 juni 2019 Palazzetto dello sport Huamark, Bangkok Speltid 1h:17 - Åskådare 2 600 | Bulgarien               | 0 - 3 | Turkiet                 | 14-25, 9-25, 23-25                |
| 5 juni 2019 Palazzetto dello sport Huamark, Bangkok Speltid 2h:27 - Åskådare 6 600 | Thailand                | 2 - 3 | Dominikanska republiken | 29-31, 25-13, 28-30, 25-20, 14-16 |
| 6 juni 2019 Palazzetto dello sport Huamark, Bangkok Speltid 2h:06 - Åskådare 2 600 | Bulgarien               | 1 - 3 | Dominikanska republiken | 20-25, 21-25, 31-29, 20-25        |
| 6 juni 2019 Palazzetto dello sport Huamark, Bangkok Speltid 1h:09 - Åskådare 6 500 | Thailand                | 0 - 3 | Turkiet                 | 16-25, 18-25, 13-25               |

##### Grupp 12
| 4 juni 2019 Sportcampus Lange Munte, Courtrai Speltid 1h:33 - Åskådare 110   | Serbien  | 3 - 0 | Polen    | 27-25, 25-21, 25-22              |
| 4 juni 2019 Sportcampus Lange Munte, Courtrai Speltid 1h:28 - Åskådare 1 000 | Belgien  | 3 - 0 | Ryssland | 25-22, 25-20, 25-22              |
| 5 juni 2019 Sportcampus Lange Munte, Courtrai Speltid 1h:48 - Åskådare 250   | Ryssland | 1 - 3 | Serbien  | 25-22, 18-25, 11-25, 22-25       |
| 5 juni 2019 Sportcampus Lange Munte, Courtrai Speltid 1h:57 - Åskådare 2 100 | Belgien  | 1 - 3 | Polen    | 22-25, 25-21, 18-25, 23-25       |
| 6 juni 2019 Sportcampus Lange Munte, Courtrai Speltid 2h:21 - Åskådare 224   | Polen    | 3 - 2 | Ryssland | 25-23, 24-26, 25-27, 25-20, 15-9 |
| 6 juni 2019 Sportcampus Lange Munte, Courtrai Speltid 1h:22 - Åskådare 1 850 | Belgien  | 3 - 0 | Serbien  | 25-21, 25-21, 25-14              |

#### Fjärde veckan
| Grupp 13  | Grupp 14                | Grupp 15  | Grupp 16 |
| --------- | ----------------------- | --------- | -------- |
| Bulgarien | Belgien                 | Brasilien | Kina     |
| Sydkorea  | Tyskland                | Japan     | Polen    |
| Italien   | Nederländerna           | Serbien   | USA      |
| Ryssland  | Dominikanska republiken | Thailand  | Turkiet  |

##### Grupp 13
| 11 juni 2019 PalaEvangelisti, Perugia Speltid 1h:58 - Åskådare 1 400 | Ryssland  | 3 - 1 | Sydkorea  | 25-23, 15-25, 25-20, 25-17 |
| 11 juni 2019 PalaEvangelisti, Perugia Speltid 1h:27 - Åskådare 2 650 | Italien   | 3 - 0 | Bulgarien | 25-19, 25-23, 25-20        |
| 12 juni 2019 PalaEvangelisti, Perugia Speltid 1h:25 - Åskådare 1 000 | Bulgarien | 0 - 3 | Ryssland  | 20-25, 23-25, 16-25        |
| 12 juni 2019 PalaEvangelisti, Perugia Speltid 1h:57 - Åskådare 2 900 | Italien   | 3 - 1 | Sydkorea  | 25-17, 25-21, 23-25, 25-13 |
| 13 juni 2019 PalaEvangelisti, Perugia Speltid 2h:06 - Åskådare 1 200 | Sydkorea  | 1 - 3 | Bulgarien | 25-20, 23-25, 19-25, 24-26 |
| 13 juni 2019 PalaEvangelisti, Perugia Speltid 1h:53 - Åskådare 3 500 | Italien   | 3 - 1 | Ryssland  | 22-25, 25-21, 25-15, 25-21 |

##### Grupp 14
| 11 juni 2019 Porsche-Arena, Stuttgart Speltid 2h:05 - Åskådare 690   | Belgien                 | 3 - 2 | Nederländerna           | 22-25, 23-25, 25-17, 25-19, 15-10 |
| 11 juni 2019 Porsche-Arena, Stuttgart Speltid 1h:58 - Åskådare 1 052 | Tyskland                | 3 - 1 | Dominikanska republiken | 25-19, 14-25, 25-19, 25-21        |
| 12 juni 2019 Porsche-Arena, Stuttgart Speltid 1h:16 - Åskådare 946   | Dominikanska republiken | 0 - 3 | Nederländerna           | 18-25, 21-25, 19-25               |
| 12 juni 2019 Porsche-Arena, Stuttgart Speltid 1h:52 - Åskådare 1 318 | Tyskland                | 3 - 1 | Belgien                 | 25-21, 25-23, 24-26, 25-16        |
| 13 juni 2019 Porsche-Arena, Stuttgart Speltid 2h:19 - Åskådare 1 109 | Belgien                 | 2 - 3 | Dominikanska republiken | 25-21, 22-25, 25-21, 14-25, 11-15 |
| 13 juni 2019 Porsche-Arena, Stuttgart Speltid 2h:13 - Åskådare 1 649 | Tyskland                | 2 - 3 | Nederländerna           | 25-21, 23-25, 25-20, 13-25, 14-16 |

##### Grupp 15
| 11 juni 2019 Musashino Forest Sport Plaza, Tokyo Speltid 1h:18 - Åskådare 1 800 | Serbien   | 0 - 3 | Thailand  | 22-25, 23-25, 21-25        |
| 11 juni 2019 Musashino Forest Sport Plaza, Tokyo Speltid 1h:52 - Åskådare 4 200 | Japan     | 1 - 3 | Brasilien | 17-25, 19-25, 25-20, 22-25 |
| 12 juni 2019 Musashino Forest Sport Plaza, Tokyo Speltid 1h:18 - Åskådare 2 000 | Brasilien | 3 - 0 | Thailand  | 25-19, 25-17, 25-21        |
| 12 juni 2019 Musashino Forest Sport Plaza, Tokyo Speltid 1h:41 - Åskådare 4 300 | Japan     | 3 - 1 | Serbien   | 19-25, 25-14, 25-23, 25-14 |
| 13 juni 2019 Musashino Forest Sport Plaza, Tokyo Speltid 1h:17 - Åskådare 2 000 | Brasilien | 3 - 0 | Serbien   | 25-23, 25-21, 25-15        |
| 13 juni 2019 Musashino Forest Sport Plaza, Tokyo Speltid 1h:24 - Åskådare 4 000 | Japan     | 3 - 0 | Thailand  | 25-22, 25-22, 25-14        |

##### Grupp 16
| 11 juni 2019 Jiangmen Sports Center Gym, Jiangmen Speltid 1h:30 - Åskådare 1 950 | USA     | 0 - 3 | Turkiet | 15-25, 17-25, 25-27               |
| 11 juni 2019 Jiangmen Sports Center Gym, Jiangmen Speltid 1h:14 - Åskådare 4 000 | Kina    | 3 - 0 | Polen   | 25-12, 25-18, 25-22               |
| 12 juni 2019 Jiangmen Sports Center Gym, Jiangmen Speltid 1h:47 - Åskådare 1 527 | Polen   | 1 - 3 | USA     | 25-21, 23-25, 15-25, 11-25        |
| 12 juni 2019 Jiangmen Sports Center Gym, Jiangmen Speltid 1h:27 - Åskådare 5 931 | Kina    | 3 - 0 | Turkiet | 26-24, 25-19, 25-21               |
| 13 juni 2019 Jiangmen Sports Center Gym, Jiangmen Speltid 2h:06 - Åskådare 1 589 | Turkiet | 3 - 2 | Polen   | 22-25, 18-25, 25-16, 25-20, 15-12 |
| 13 juni 2019 Jiangmen Sports Center Gym, Jiangmen Speltid 1h:22 - Åskådare 8 366 | Kina    | 0 - 3 | USA     | 17-25, 22-25, 21-25               |

#### Femte veckan
| Grupp 17                | Grupp 18  | Grupp 19      | Grupp 20  |
| ----------------------- | --------- | ------------- | --------- |
| Sydkorea                | Bulgarien | Nederländerna | Belgien   |
| Japan                   | Kina      | Ryssland      | Brasilien |
| Polen                   | Tyskland  | USA           | Italien   |
| Dominikanska republiken | Serbien   | Thailand      | Turkiet   |

##### Grupp 17
| 18 juni 2019 Boryeong Gymnasium, Boryeong Speltid 2h:03 - Åskådare 750   | Japan    | 1 - 3 | Polen                   | 23-25, 23-25, 25-19, 22-25        |
| 18 juni 2019 Boryeong Gymnasium, Boryeong Speltid 2h:09 - Åskådare 2 550 | Sydkorea | 1 - 3 | Dominikanska republiken | 19-25, 25-20, 24-26, 28-30        |
| 19 juni 2019 Boryeong Gymnasium, Boryeong Speltid 2h:20 - Åskådare 850   | Polen    | 3 - 2 | Dominikanska republiken | 25-18, 25-20, 23-25, 22-25, 17-15 |
| 19 juni 2019 Boryeong Gymnasium, Boryeong Speltid 1h:25 - Åskådare 3 850 | Sydkorea | 3 - 0 | Japan                   | 25-18, 25-18, 25-23               |
| 20 juni 2019 Boryeong Gymnasium, Boryeong Speltid 2h:23 - Åskådare 750   | Japan    | 2 - 3 | Dominikanska republiken | 17-25, 23-25, 26-24, 28-26, 10-15 |
| 20 juni 2019 Boryeong Gymnasium, Boryeong Speltid 1h:43 - Åskådare 2 950 | Sydkorea | 3 - 1 | Polen                   | 25-8, 22-25, 25-20, 25-16         |

##### Grupp 18
| 18 juni 2019 Beilun Gymnasium, Ningbo Speltid 1h:56 - Åskådare 2 120 | Bulgarien | 3 - 1 | Serbien   | 21-25, 25-21, 25-17, 25-23 |
| 18 juni 2019 Beilun Gymnasium, Ningbo Speltid 1h:21 - Åskådare 6 910 | Kina      | 3 - 0 | Tyskland  | 25-19, 25-16, 25-15        |
| 19 juni 2019 Beilun Gymnasium, Ningbo Speltid 1h:45 - Åskådare 1 980 | Serbien   | 1 - 3 | Tyskland  | 14-25, 20-25, 25-23, 17-25 |
| 19 juni 2019 Beilun Gymnasium, Ningbo Speltid 1h:23 - Åskådare 6 490 | Kina      | 3 - 0 | Bulgarien | 25-18, 25-19, 25-16        |
| 20 juni 2019 Beilun Gymnasium, Ningbo Speltid 1h:22 - Åskådare 1 680 | Tyskland  | 3 - 0 | Bulgarien | 25-21, 25-20, 25-13        |
| 20 juni 2019 Beilun Gymnasium, Ningbo Speltid 1h:11 - Åskådare 7 780 | Kina      | 3 - 0 | Serbien   | 25-16, 25-17, 25-17        |

##### Grupp 19
| 18 juni 2019 Palace of Sports, Jekaterinburg Speltid 1h:17 - Åskådare 1 245 | Nederländerna | 3 - 0 | Thailand      | 25-18, 25-20, 25-16              |
| 18 juni 2019 Palace of Sports, Jekaterinburg Speltid 1h:25 - Åskådare 6 200 | Ryssland      | 0 - 3 | USA           | 23-25, 17-25, 18-25              |
| 19 juni 2019 Palace of Sports, Jekaterinburg Speltid 2h:06 - Åskådare 957   | Nederländerna | 2 - 3 | USA           | 21-25, 25-23, 25-22, 26-28, 9-15 |
| 19 juni 2019 Palace of Sports, Jekaterinburg Speltid 1h:42 - Åskådare 4 020 | Ryssland      | 1 - 3 | Thailand      | 25-19, 13-25, 17-25, 22-25       |
| 20 juni 2019 Palace of Sports, Jekaterinburg Speltid 1h:13 - Åskådare 750   | Thailand      | 0 - 3 | USA           | 13-25, 20-25, 17-25              |
| 20 juni 2019 Palace of Sports, Jekaterinburg Speltid 1h:19 - Åskådare 4 710 | Ryssland      | 0 - 3 | Nederländerna | 12-25, 25-27, 17-25              |

##### Grupp 20
| 18 juni 2019 Başkent Voleybol Salonu, Ankara Speltid 1h:25 - Åskådare 720   | Brasilien | 3 - 0 | Italien   | 25-21, 25-20, 25-23               |
| 18 juni 2019 Başkent Voleybol Salonu, Ankara Speltid 2h:04 - Åskådare 3 098 | Turkiet   | 1 - 3 | Belgien   | 27-25, 24-26, 21-25, 23-25        |
| 19 juni 2019 Başkent Voleybol Salonu, Ankara Speltid 1h:25 - Åskådare 1 200 | Belgien   | 0 - 3 | Brasilien | 23-25, 15-25, 18-25               |
| 19 juni 2019 Başkent Voleybol Salonu, Ankara Speltid 2h:08 - Åskådare 4 238 | Italien   | 3 - 2 | Turkiet   | 25-19, 17-25, 23-25, 25-15, 16-14 |
| 20 juni 2019 Başkent Voleybol Salonu, Ankara Speltid 1h:44 - Åskådare 870   | Belgien   | 3 - 2 | Italien   | 12-25, 25-20, 16-25, 25-14, 15-10 |
| 20 juni 2019 Başkent Voleybol Salonu, Ankara Speltid 2h:30 - Åskådare 5 320 | Turkiet   | 3 - 2 | Brasilien | 25-23, 24-26, 25-20, 23-25, 16-14 |

#### Sluttabell
| Pos. | Lag                     | Pt | M  | V  | F  | SV | SF | Ratio | PF    | PS    | Ratio |
| ---- | ----------------------- | -- | -- | -- | -- | -- | -- | ----- | ----- | ----- | ----- |
| 1    | Kina                    | 35 | 15 | 12 | 3  | 37 | 12 | 3,083 | 1 153 | 973   | 1,184 |
| 2    | USA                     | 35 | 15 | 12 | 3  | 39 | 17 | 2,294 | 1 283 | 1 137 | 1,128 |
| 3    | Brasilien               | 35 | 15 | 11 | 4  | 40 | 16 | 2,500 | 1 318 | 1 150 | 1,146 |
| 4    | Italien                 | 34 | 15 | 11 | 4  | 39 | 21 | 1,857 | 1 375 | 1 233 | 1,115 |
| 5    | Turkiet                 | 32 | 15 | 11 | 4  | 36 | 18 | 2,000 | 1 259 | 1 109 | 1,135 |
| 6    | Polen                   | 26 | 15 | 9  | 6  | 33 | 29 | 1,137 | 1 360 | 1 354 | 1,004 |
| 7    | Belgien                 | 22 | 15 | 8  | 7  | 28 | 29 | 0,965 | 1 208 | 1 260 | 0,958 |
| 8    | Dominikanska republiken | 21 | 15 | 8  | 7  | 31 | 33 | 0,939 | 1 422 | 1 437 | 0,989 |
| 9    | Japan                   | 22 | 15 | 7  | 8  | 27 | 27 | 1,000 | 1 225 | 1 213 | 1,009 |
| 10   | Tyskland                | 21 | 15 | 7  | 8  | 24 | 29 | 0,827 | 1 169 | 1 180 | 0,990 |
| 11   | Nederländerna           | 20 | 15 | 6  | 9  | 27 | 30 | 0,900 | 1 206 | 1 259 | 0,957 |
| 12   | Thailand                | 16 | 15 | 5  | 10 | 17 | 33 | 0,515 | 1 046 | 1 170 | 0,894 |
| 13   | Serbien                 | 15 | 15 | 5  | 10 | 20 | 33 | 0,606 | 1 132 | 1 210 | 0,935 |
| 14   | Ryssland                | 10 | 15 | 3  | 12 | 16 | 38 | 0,421 | 1 112 | 1 283 | 0,866 |
| 15   | Sydkorea                | 9  | 15 | 3  | 12 | 16 | 37 | 0,432 | 1 092 | 1 222 | 0,893 |
| 16   | Bulgarien               | 7  | 15 | 2  | 13 | 13 | 41 | 0,317 | 1 126 | 1 296 | 0,868 |

      Kvalificerade för finalspel.
      Nerflyttade.

### Slutspelsfasen

#### Gruppspelsfasen
| Grupp A | Grupp B   |
| ------- | --------- |
| Kina    | Brasilien |
| Italien | Polen     |
| Turkiet | USA       |

##### Grupp A

###### Resultat
| 3 juli 2019 Centro sportivo olimpico, Nanjing Speltid 1h:52 - Åskådare 5 800 | Kina    | 1 - 3 | Turkiet | 22-25, 19-25, 25-22, 22-25 |
| 4 juli 2019 Centro sportivo olimpico, Nanjing Speltid 1h:18 - Åskådare 1 500 | Italien | 0 - 3 | Turkiet | 21-25, 15-25, 21-25        |
| 5 juli 2019 Centro sportivo olimpico, Nanjing Speltid 1h:52 - Åskådare 8 150 | Kina    | 3 - 1 | Italien | 25-17, 25-22, 22-25, 25-22 |

###### Sluttabell
| Fos | Lag     | Pt | M | V | F | SV | SF | Ratio | PF  | PS  | Ratio |
| --- | ------- | -- | - | - | - | -- | -- | ----- | --- | --- | ----- |
| 1   | Turkiet | 6  | 2 | 2 | 0 | 6  | 1  | 6,000 | 172 | 145 | 1,186 |
| 2   | Kina    | 3  | 2 | 1 | 1 | 4  | 4  | 1,000 | 185 | 183 | 1,010 |
| 3   | Italien | 0  | 2 | 0 | 2 | 1  | 6  | 0,166 | 143 | 172 | 0,831 |

##### Grupp B

###### Resultat
| 3 juli 2019 Centro sportivo olimpico, Nanjing Speltid 1h:46 - Åskådare 1 850 | USA       | 3 - 1 | Polen     | 21-25, 25-16, 25-15, 26-24        |
| 4 juli 2019 Centro sportivo olimpico, Nanjing Speltid 2h:16 - Åskådare 980   | Brasilien | 3 - 2 | Polen     | 22-25, 25-21, 22-25, 25-19, 15-10 |
| 5 juli 2019 Centro sportivo olimpico, Nanjing Speltid 1h:54 - Åskådare 2 000 | USA       | 3 - 1 | Brasilien | 25-18, 25-19, 20-25, 25-21        |

###### Sluttabell
| Pos. | Lag       | Pt | M | V | F | SV | SF | Ratio | PF  | PS  | Ratio |
| ---- | --------- | -- | - | - | - | -- | -- | ----- | --- | --- | ----- |
| 1    | USA       | 6  | 2 | 2 | 0 | 6  | 2  | 3,000 | 192 | 163 | 1,177 |
| 2    | Brasilien | 2  | 2 | 1 | 1 | 4  | 5  | 0,800 | 192 | 195 | 0,984 |
| 3    | Polen     | 1  | 2 | 0 | 2 | 3  | 6  | 0,500 | 180 | 206 | 0,873 |

#### Final Four
|  | Semifinaler | Semifinaler |     |           | Final               | Final               |  |
|  |             |             |     |           |                     |                     |  |
|  |             |             |     |           |                     |                     |  |
|  | Turkiet     | 0           |     |           |                     |                     |  |
|  | Turkiet     | 0           |     |           |                     |                     |  |
|  | Brasilien   | 3           |     |           |                     |                     |  |
|  | Brasilien   | 3           |     | Brasilien | 2                   |                     |  |
|  |             |             |     | Brasilien | 2                   |                     |  |
|  |             |             | USA | 3         |                     |                     |  |
|  | USA         | 3           | USA | 3         |                     |                     |  |
|  | USA         | 3           |     |           |                     |                     |  |
|  | Kina        | 1           |     |           | Match om tredjepris | Match om tredjepris |  |
|  | Kina        | 1           |     |           |                     |                     |  |
|  |             |             |     |           |                     |                     |  |
|  |             |             |     |           | Turkiet             | 1                   |  |
|  |             |             |     |           | Turkiet             | 1                   |  |
|  |             |             |     |           | Kina                | 3                   |  |
|  |             |             |     |           | Kina                | 3                   |  |
|  |             |             |     |           |                     |                     |  |
|  |             |             |     |           |                     |                     |  |
|  |             |             |     |           |                     |                     |  |

##### Semifinaler
| 6 juli 2019 Centro sportivo olimpico, Nanjing Speltid 1h:21 - Åskådare 2 500 | Turkiet | 0 - 3 | Brasilien | 23-25, 15-25, 10-25        |
| 6 juli 2019 Centro sportivo olimpico, Nanjing Speltid 1h:39 - Åskådare 4 550 | USA     | 3 - 1 | Kina      | 25-11, 15-25, 25-17, 25-20 |

##### Match om tredjepris
| 7 juli 2019 Centro sportivo olimpico, Nanjing Speltid 1h:53 - Åskådare 3 600 | Turkiet | 1 - 3 | Kina | 23-25, 15-25, 25-20, 21-25 |

##### Final
| 7 juli 2019 Centro sportivo olimpico, Nanjing Speltid 2h:19 - Åskådare 6 000 | Brasilien | 2 - 3 | USA | 25-20, 25-22, 15-25, 21-25, 13-15 |

## Slutplaceringar
| Pos | Lag                     |
| --- | ----------------------- |
|     | USA                     |
|     | Brasilien               |
|     | Kina                    |
| 4   | Turkiet                 |
| 5   | Italien                 |
| 6   | Polen                   |
| 7   | Belgien                 |
| 8   | Dominikanska republiken |
| 9   | Japan                   |
| 10  | Tyskland                |
| 11  | Nederländerna           |
| 12  | Thailand                |
| 13  | Serbien                 |
| 14  | Ryssland                |
| 15  | Sydkorea                |
| 16  | Bulgarien               |

## Individuella utmärkelser
| Utmärkelse           | Namn               | Lag       |
| -------------------- | ------------------ | --------- |
| MVP                  | Andrea Drews       | USA       |
| Bästa passare        | Mácris Carneiro    | Brasilien |
| Bästa högerspiker    | Ebrar Karakurt     | Turkiet   |
| Bästa vänsterspikrar | Gabriela Guimarães | Brasilien |
| Bästa vänsterspikrar | Liu Yanhan         | Kina      |
| Bästa centrar        | Ana Beatriz Corrêa | Brasilien |
| Bästa centrar        | Haleigh Washington | USA       |
| Bästa libero         | Megan Courtney     | USA       |